# Сыгнак
Сыгнак (Сыганак, Сугнак, Сунак, Сунах, Сунаката, Сунак-Ата, Саганак; каз. Сығанақ) — древний город на востоке современной Кызылординской области Казахстана, в 20 км севернее реки Сырдарья, ныне известный как Сунаката. Входит в список памятников истории и культуры Казахстана республиканского значения.
Город Сыгнак (Сунаката) был одним из центров торговли и ремесла на Великом шёлковом пути. В 1469—1511 и 1521—1620 годах Сыгнак являлся столицей Казахского ханства, а в более ранние периоды — ставкой Синей Орды и столицей присырдарьинских кыпчаков.

## История

### Домонгольский период
Город впервые упоминается в X веке в записях арабского географа Махсиди как поселение огузов. Махмуд аль-Кашгари в XI веке также называет Сыгнак огузским городом. В XII веке город становится столицей кыпчаков. При этом, по сообщению персидского историка Джувейни, жители Сыгнака долгое время оставались «неверными» (немусульманами) и оказывали сопротивление государству Караханидов, стремившемуся установить контроль над городом. Только попав под власть Хорезма (при хорезмшахе Мухаммаде II), Сыгнак стал мусульманским.
Расцвет Сыгнака обеспечило расположение по соседству с Великим шёлковым путём. В XII веке город стал крупным торговым и ремесленным центром на караванном пути, проходившем от гор Тянь-Шаня вниз по Сырдарье и далее к северному побережью Каспийского моря. Современники называли город «сухопутной гаванью кипчакской степи». Помимо торговли, городские жители занимались орошаемым земледелием, охотой и рыболовством. Вода для орошения примыкающих к городу земель приходила из Сырдарьи через 20-километровый канал Тюмень-Арык, а также из ближайших горных речек, стекающих со склонов Каратау.

### После монгольского завоевания
В 1219 году город стал жертвой монгольского завоевания Средней Азии. Военачальник Джучи, расположившийся со своим отрядом у стен Сыгнака, отправил в город местного купца по имени Хасан Ходжа в качестве посла с предложением сдаться. Однако горожане убили посла и организовали сопротивление. В результате после семидневной осады город был захвачен, а его население полностью истреблено в отместку за убийство монгольского посланника.
Тем не менее, уже во второй половине XIII века Сыгнак возродился и вновь стал значимым городом. В 1328 году в Сыгнаке возник монетный двор, ставший одним из наиболее удалённых территориально монетных центров Золотой Орды.
Значительный вклад в развитие Сыгнака внёс золотоордынский правитель Урус-хан, при котором в городе активно строились новые мечети, медресе и другие общественные здания. С середины XIV века город стал столицей Синей Орды. Основным его источником дохода являлась торговля с купцами Каспийского побережья, Дешт-и-Кипчака, Туркестана, Мавераннахра и Хотана. По сообщениям современников, «ежедневно поступало на базар 500 верблюдов с вьюками, из которых к вечеру ни один не оставался непроданным». Возрождённый Сыгнак благодаря своему географическому положению являлся не только крупным торговым центром, но и стратегическим пунктом, позволяющим контролировать значительную часть восточного Дешт-и-Кипчака. Однако эти же факторы повлекли за собой постоянную военную угрозу для города.
В 1379 году чингизид Тохтамыш, будущий хан вновь объединённой Золотой Орды, с помощью Тимура (Тамерлана) захватил Сыгнак, после чего выпустил свои монеты на городском монетном дворе. А в 1383 году и позднее свои монеты в Сыгнаке выпускал сам Тимур. С 1384 по 1395 годы между Тохтамышем и Тимуром продолжалась война, закончившаяся поражением Тохтамыша и утратой им ханской власти. Город в это время оказался в эпицентре борьбы золотоордынцев с тимуридами. В начале XV века Сыгнак на некоторое время был захвачен Улугбеком, внуком Тамерлана, однако в 1423 году войска Барак-хана выбили тимуридов из города.
В 1446—1468 годах Сыгнак входил в состав державы Абулхайр-хана. По версии, базирующейся на сообщениях шейбанидского историка Рузбихана и поддерживаемой современным археологом Карлом Байпаковым, Абулхайр-хан был похоронен в Сыгнаке. Его усыпальницей считается мавзолей Кок-Кесене, не сохранившийся до наших дней.
В 1490-х годах Сыгнак несколько раз захватывался Шейбани-ханом, проводившим немало времени в этом городе. В «Шейбани-наме» Кемаледдина Беннаи акцентируется, что именно в Сыгнаке сановник Али-бек-Ата преподнёс хану книгу «Искандер-наме», посвящённую военным подвигам Александра Македонского. Рузбихан сообщал, что Шейбани-хан во время визитов в Сыгнак регулярно посещал мавзолей своего деда Абулхайр-хана.

### В пределах Казахского ханства
Площадь города составляла 20 га, численность населения — в среднем 5500 жителей. В это время продолжала совершенствоваться ирригационная система вокруг города, а прилегающие территории благодаря бережному использованию изобиловали дичью. Рузбихан называл Сыгнак «торговой гаванью Дешт-и-Кипчака» и сообщал о городе в начале XVI века:

Высокие крепости наподобие высочайших замков так возвышаются на берегах каналов, выведенных из реки Сейхуна, будто бы рассказывают об отраде рая, по которому текут реки.
1570-е годы ознаменовались войной между Казахским и Бухарским ханствами за Сыгнак и другие присырдарьинские города. Сыгнак на некоторое время захватывали сначала Баба-султан, а затем Абдулла-хан II из династии Шибанидов, который назначил там наместниками потомков своего родственника Абулхайр-султана, сына Джаванмард Али-хана. Об этом пишет Хафиз-и Таныш Бухари в труде «Абдулла-наме». Целью назначения детей Абулхайр-султана было их удаление от ханского двора, поскольку Абдулла-хан был причастен к гибели султана. Кроме того, о связи Абдулла-хана II и Сыгнака также свидетельствует выдача жалованной грамоты мавзолею Зия ад-дина в Сыгнаке в 1598 году, незадолго до смерти хана.
В 1598 году также впервые упоминается о каракалпаках, живущих в окрестностях города.

### Упадок
К концу XVII века вследствие упадка Великого шёлкового пути и непрерывных нападений со стороны джунгар и узбекских государств Сыгнак утратил былую значимость. Центральная часть пустеющего города стала использоваться под кладбище уже в XVII веке. Город упоминается Ремезовым на карте «Сибири от границ Китайских» 1698 года. О городе Сыгнаке упоминает арабский учёный Муртада аз-Зубейди во второй половине XVIII века. Город Сыгнак упоминается на карте из коллекции исторических карт Давида Рамси 1839 г. В XIX веке Сыгнак попал под контроль кокандского ханства, однако вскоре Сыгнак была частично разрушен в ходе русско-кокандской войны. В настоящее время существует село Сунаката, в 1,5 км от села развалины средневекового городища.

## Архитектура
Руины города занимают площадь около 20 га. Площадь шахристана, обнесённого частично сохранившейся стеной с 15 башнями, составляет около 10 га. Шахристан в плане представляет собой неправильный пятиугольник, северная сторона которого составляет 250 м в длину, западная — 360 м, южная — 250 м, юго-восточная — 450 м, северо-восточная — 350 м. В его юго-восточной части располагалась цитадель площадью 7,2 га. Площадь предместья, обнесённого земляным валом — около 13 га. Высота крепостной стены достигала 7 м. Башни обладали круглой формой и группировались по три в каждом углу стены, несколько выступая наружу. Въезды в город располагались с западной и северной сторон. В восточной стене, ближе к северо-восточному углу, был организован дополнительный въезд в цитадель, усиленный двумя выступающими на 20 м отрезками стен.
До наших дней сохранились остатки мечетей, медресе, мавзолеев, жилой застройки. Город был снабжён системой водопровода и канализации.
В пригородах Сыгнака сохранились груды кирпичей и черепицы на месте разрушенных строений.

## Исследования
Первая экспедиция в район Сыгнака состоялась в 1867 году под руководством востоковеда П. И. Лерха. Однако по мнению востоковеда В. В. Бартольда, правильное местоположение города было определено исследователем В. А. Каллауром в 1900—1901 годах.
Впервые раскопки на месте древнего города проводились в 1948 году московскими археологами. В их ходе были найдены предметы, предположительно датируемые V—VIII веками: доспехи, монеты, украшения, керамические предметы посуды и т. д. Некоторые из них были отправлены в музеи Ленинграда и Москвы. В дальнейшем территория городища долго оставалась без надлежащего внимания со стороны государства и некоторое время даже использовалась в качестве несанкционированного кладбища. В результате значительная часть архитектурных объектов к настоящему времени утрачена. Тем не менее, в 1982 году городище было включено в список памятников истории и культуры Казахстана республиканского значения.
С 2004 года изучение города проводится в рамках казахстанской государственной программы «Культурное наследие». К 2006 году был открыт культурный слой XV—XVIII веков, а также раскопаны краснокирпичный четырёхкамерный мавзолей и фундамент мечети XIV—XV веков, сложенной из орнаментированного кирпича. В 2008—2010 годах на фундаменте мечети проводились реставрационные работы. В ходе раскопок 2009—2011 года были обнаружены 57 образцов керамики, переданные в Кызылординский областной историко-краеведческий музей. В 2011 году на проведение дальнейших исследований было выделено около 4 млн тенге.
В 2018 году команда казахстанских историков совместно с тележурналистами компании «Первый канал Евразия» впервые исследовала подземный ход вблизи Сыгнака, случайно обнаруженный местными жителями. Таким образом была подтверждена легенда о подземном ходе, выходящем из города. В том же году городище Сыгнак включено в предварительный список Всемирного наследия ЮНЕСКО в Казахстане.

## Главы
- Тинибек — хан Сыгнака 1340—1342 гг.
- Тениз-Буга — эмир Сыгнака 1342—1361 гг.
- Кара-Ногай — улусбек Сыгнака 1361—1364 гг.
- Тоглы-Темир, сын Сасы-Буки — улусбек Сыгнака 1364—1368 гг.
- Мурад-ходжа, сын Сасы-Буки — улусбек Сыгнака 1368—1369 гг.
- Кутлук-ходжа, сын Сасы-Буки — улусбек Сыгнака 1369 гг.
- Урус-хан — улусбек Сыгнака 1369—1377 гг.
- Тохтогу-хан, сын Урус-хана, улусбек Сыгнака 1377—1378 гг.
- Тимур Мелик-хан, сын Урус-хана, улусбек Сыгнака 1378—1379 гг.

## Знаменитые жители
В Сыгнаке родился и жил средневековый исламский богослов Хусам ад-Дин ас-Сыганаки.
Некоторое время в Сыгнаке проживал Хафиз Хорезми, известный поэт времён Золотой Орды. Именно в этот период по заказу Мухаммеда Ходжабека им была написана поэма «Махаббат-наме» на тюркском языке. Оригинал рукописи хранится в Британском музее .
По одной из версий, в Сыгнаке родился легендарный сказитель Коркыт-Ата.
В некоторых источниках говорится, что золотоордынский поэт Кутб, написав поэму «Хосров и Ширин» в подражание одноимённой поэме Низами Гянджеви, отправился в Сыгнак, где преподнёс её в дар хану Тинибеку.